# Ананури (село)
Ананури (груз. ანანური) — село в Грузии, в муниципалитете Душети края Мцхета-Мтианети. 

## География
Село расположено в северной части края, в 9 километрах по прямой к северу от центра муниципалитета Душети. Высота центра — 900 метров над уровнем моря.

## Население
По данным переписи населения 2014 года, в селе проживало 336 человек.
| Год  | Население | Мужчины | Женщины |
| ---- | --------- | ------- | ------- |
| 1770 | 500       |         |         |
| 2002 | 508       | 230     | 278     |
| 2014 | 336       | 170     | 166     |